# Phoebe Bacon
Phoebe Bacon, född 12 augusti 2002 i Washington, D.C., är en amerikansk simmare.

## Karriär
Vid OS 2020 placerade sig Bacon på en femte plats på 200 meter ryggsim. Vid VM 2022 tog hon silver på samma distans. Hon ingår i USA:s trupp till OS 2024.